# Carbură de calciu

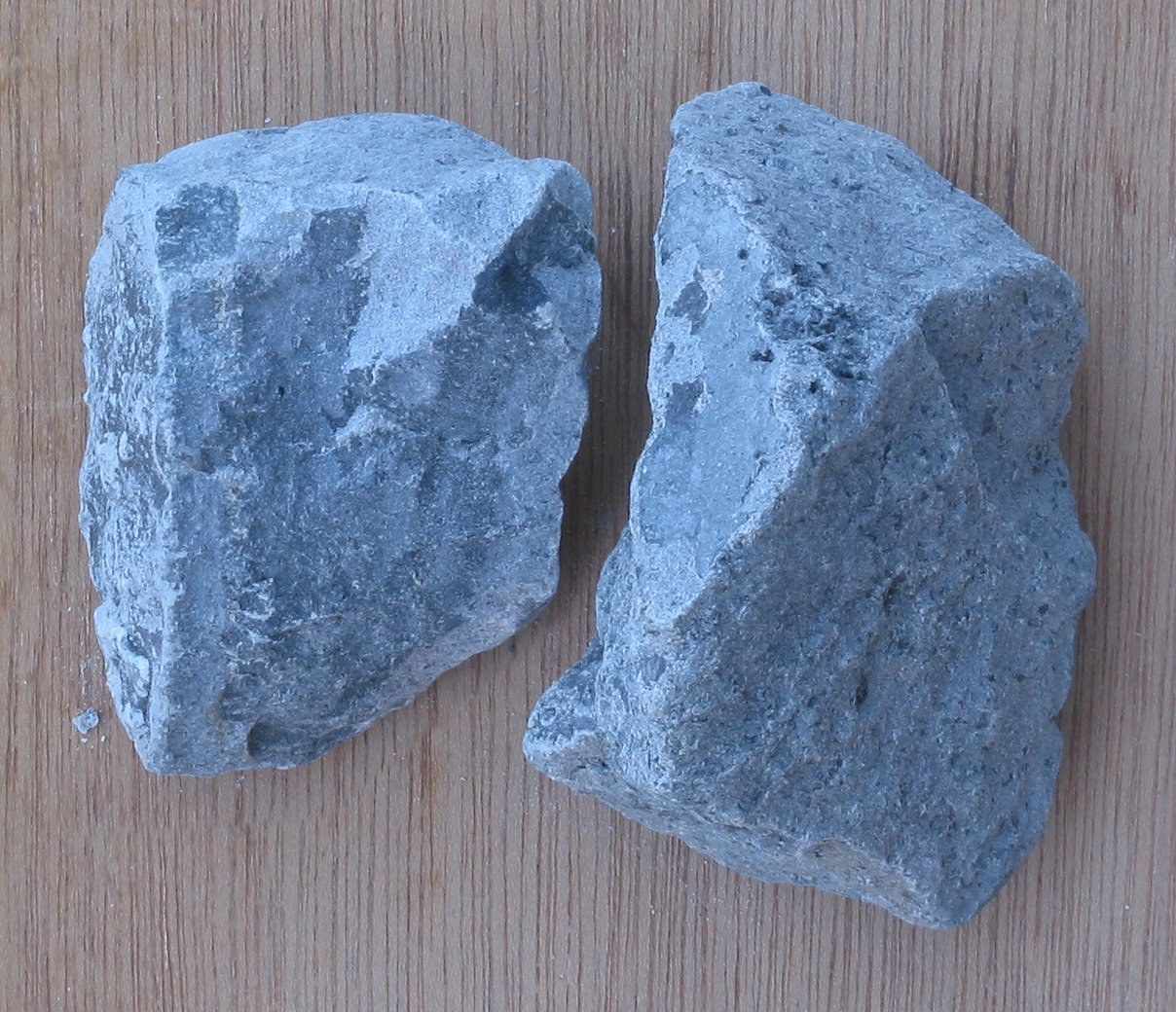
Carbură de calciu

Carbura de calciu reprezintă un compus chimic cu formula CaC2. Principala sa utilizare este la fabricarea acetilenei. Carbura de calciu mai poartă și denumirea de carbid sau acetilură de calciu.
Substanța pură este incoloră, dar bucățile de carbid tehnic au o culoare gri spre maro și conțin aproximativ 80% carbid, restul fiind oxid de calciu (CaO), fosfură de calciu (Ca3P2), sulfură de calciu (CaS), nitrură de calciu (Ca3N2) și carbură de siliciu (SiC). Carbidul este folosit în producerea acetilenei, producerea chimicalelor pentru fertilizatori și în producția oțelului.

## Producția
Carbidul este produs industrial într-un cuptor cu arc electric dintr-un amestec de var și cocs la aproximativ 2200° C. Această metodă nu s-a schimbat încă de la inventarea sa în 1892.
CaO + 3C → CaC2 + CO
Temperatura ridicată necesară pentru această reacție nu este practic realizabilă prin arderea tradițională, astfel încât reacția este efectuată într-un cuptor cu arc electric cu electrozi de grafit. Produsul de carbură produs în general conține aproximativ 80% carbură de calciu în greutate. Carbura este zdrobită pentru a produce bucăți mici care pot varia de la câțiva mm până la 50 mm.

## Proprietăți chimice
Carbidul reacționează cu apa, cu formarea de hidroxid de calciu (lapte de var) și acetilenă:
{\displaystyle {\ce {{CaC2}+ {2H2O}-> {Ca(OH)2}+ {C2H2}}}}

## Utilizări
Reacția carburii de calciu cu apa, producând acetilenă și hidroxid de calciu, a fost descoperită de Friedrich Wöhler în 1862.
Această reacție a reprezentat baza fabricării industriale a acetilenei și este cea mai importantă utilizare industrială a carburii de calciu. În China, acetilena derivată din carbură de calciu rămâne o materie primă pentru industria chimică, în special pentru producția de P.V.C. Producția locală de acetilenă este mai fiabilă decât utilizarea produsului importat. În 2005, producția a fost de 8,94 milioane de tone, având capacitatea de a produce 17 milioane de tone.
Carbura de calciu reacționează cu azotul la temperatură ridicată pentru a forma cianamidă de calciu:
CaC2 + N2 → CaCN2 + C
În mod obișnuit cunoscut sub numele de nitrolim, cianamida de calciu este utilizată ca îngrășământ. Hidrolizează la cianamidă, H2NCN.

### Producția de oțel
Carbida de calciu este utilizată:
- în desulfurizarea fierului (fontă,oțel)
- drept combustibil în procesul de fabricare a oțelului
- ca un deoxidant puternic la instalațiile de tratare a oalelor de turnare

### Alte utilizări
În coacerea artificială a fructelor, carbura de calciu este uneori utilizată ca sursă de acetilenă, care este un agent de coacere similar cu etena. Cu toate acestea, în unele țări acest lucru este ilegal, deoarece consumul de fructe coapte artificial folosind carbură de calciu poate provoca probleme grave de sănătate la cei care le mănâncă.
Carbura de calciu este folosită în tunurile de jucărie, cum ar fi tunul Cannon Big-Bang, precum și în tunurile de bambus.